# マティルデ・フォン・シュヴァーベン (988-1032)
マティルデ・フォン・シュヴァーベン（ドイツ語：Mathilde von Schwaben, 988/9年 - 1032年7月29日）は、ケルンテン公コンラート1世の妃、のち上ロートリンゲン公フリードリヒ2世の妃。マティルデは1024年に息子コンラート2世をローマ王位につけるための運動に大きな役割を果たし、ポーランド王ミェシュコ2世と連絡を取ったことで知られる。

## 生涯
マティルデはシュヴァーベン公ヘルマン2世と、ブルグント王コンラートの娘ゲルベルガの間の娘である。マティルデは父を通してリウドルフィング家のローマ王ハインリヒ1世の子孫であり、母方を通して西フランク王ルイ4世およびカール大帝の子孫にあたる。
1002年に神聖ローマ皇帝オットー3世が死去した後、マティルデの父ヘルマン2世は王位候補者のバイエルン公ハインリヒ4世と対立し、自らローマ王候補として立候補した。ヘルマン2世とハインリヒ4世はともにローマ王ハインリヒ1世の子孫であることを主張した。
1001/2年ごろにマティルデはザーリアー家のケルンテン公コンラート1世と結婚した。コンラート1世は、マティルデの父ヘルマン2世の1002年のローマ王選挙への立候補を支援した。マティルデとコンラート1世の結婚はおそらく近親婚であり、そのため1003年1月にティオンヴィルで行われた議会においてローマ王ハインリヒ2世（1002年にヘルマン2世と王位を争ったバイエルン公ハインリヒ4世）に糾弾された。激しい議論が起こったが、マティルデとコンラート1世は1011年にコンラート1世が死去するまで夫婦であり続けた。

1000年ごろのケルンテン公領

コンラート1世の死後、マティルデとの間の息子コンラート2世がケルンテン公領を継承するはずであった。しかしローマ王ハインリヒ2世は、マティルデの姉妹ベアトリクスと結婚していたアダルベロにケルンテン公領を与えた。マティルデは息子コンラート2世をザーリアー家の親族であるコンラート2世（夫コンラート1世の甥で後の皇帝コンラート2世）の保護下においた。数年後（1016/7年ごろ）、マティルデの妹ギーゼラはコンラート2世と結婚した。マティルデはこの夫妻と良好な関係を保った。1019年、息子コンラート2世がアダルベロにケルンテン公領の返還を要求し、妹ギーゼラの夫コンラート2世はこれを支援した。しかしこれは失敗に終わり、恐らく義弟コンラート2世は亡命した。
1012/3年ごろ、マティルデはバル伯フリードリヒ2世と再婚した。この結婚もまた近親婚であった。フリードリヒ1世は1019年に父の跡を継いで上ロートリンゲン公となった。フリードリヒ1世は1026/7年ごろに死去したといわれている。
1024年に皇帝ハインリヒ2世が死去し、マティルデの息子コンラート2世と義弟コンラート2世はともに自ら王位候補者として立候補した。最終的に、義弟コンラート2世が1024年9月4日に西フランケンのカンバ（オッペンハイム近く）で開かれた会議においてローマ王に選ばれた。息子コンラート2世は新王を認めることを拒み、マティルデは夫フリードリヒ2世やその側近らとともに抗議のためその場を去った。新王コンラート2世は、自身の継子でコンラート2世の従兄弟にあたるシュヴァーベン公エルンスト2世に対してと同様に、マティルデの息子コンラート2世に対しても支援を続けた。
マティルデは息子のために活動を続けた。1025年から1027年までの間に、マティルデはポーランド王ミェシュコ2世との交渉を開始した。ローマ王コンラート2世はミエシェコ2世のポーランド王位を認めず、ポーランド王のレガリアを要求していたため、ミエシェコ2世は新王コンラート2世と対立していた。ミエシェコ2世の統治については、ローマ王コンラート2世だけでなくピャスト家内部でも疑問視されている中、マティルデはミエシェコ2世に貴重な典礼写本（Liber de Officiis divinis）を送った。この本の献辞のページにはマティルデからミエシェコ2世への手紙（Epistola ad Mathildis Suevae Misegonem II Poloniae Regem）が含まれており、その中でマティルデはミエシェコ2世を名高い王と呼び、ミエシェコの新しい教会の建設やラテン語の知識を褒めたたえ、敵に対しミエシェコが力を示すことを切望した。この献辞のページにはマティルデがミエシェコに本を捧げるミニアチュールも含まれており、そこにはミエシェコが王冠をかぶり王座に座る姿で描かれている。
マティルデの贈り物から期待した効果が得られ、ミエシェコは軍事行動を取ることを約束した。何度か軍事衝突があったが、1028年までに、ローマ王コンラート2世は全ての敵を倒した。1030年までに、マティルデは再びドイツ王コンラート2世と良好な関係を築いたとみられる。マティルデは1030年の復活祭にインゲルハイムの帝国会議にドイツ王コンラート2世およびその妃で妹のギーゼラとともに出席した。1035年、ローマ王コンラート2世は反乱を起こしたアダルベロからケルンテン公領を剥奪し、マティルデの息子コンラート2世にケルンテン公領を与えた。
『Annalista Saxo』の記述によると、マティルデは1026年ごろにバレンシュテット伯エジコと3度目の結婚をしたという。これにより、マティルデはアスカニア家の先祖の1人となった。
マティルデは1030年の復活祭以降、皇帝コンラート2世が妃ギーゼラの働きかけによりマティルデの死を記念して特許状を発行した1034年1月以前に死去したが、通常、没年月日は1032年7月29日とされている。マティルデはヴォルムス大聖堂に埋葬された。マティルデの死後、2度目の夫上ロートリンゲン公フリードリヒ2世との間に生まれた2人の幼い娘ベアトリクスとゾフィーは、皇后ギーゼラが引き取って育てた。

## 子女
- 最初の夫ケルンテン公コンラート1世との間に以下の子女をもうけた。
  - コンラート2世（990年ごろ - 1039年） - ケルンテン公（1035年 - 1039年）
  - ブルーノ（1005年ごろ - 1045年） - ヴュルツブルク司教（1034年 - 1045年）
- 2番目の夫上ロートリンゲン公フリードリヒ2世との間に3子をもうけた[1]。
  - ゾフィア（1018年 - 1093年） - バル女伯、ポンタ＝ムッソン女伯。スカルポン家のモンベリアル伯ルイと結婚。
  - フリードリヒ3世（1020年ごろ - 1033年） - 上ロートリンゲン公（1026年 - 1033年）
  - ベアトリクス（1020年ごろ - 1076年） - トスカーナ辺境伯ボニファーチオ4世と結婚、ロートリンゲン公ゴットフリート3世と再婚。
- 3番目の夫バレンシュテット伯エジコとの間に以下の子女をもうけた。
  - アーダルベルト2世（1030年ごろ - 1076/83年） - バレンシュテット伯
  - アデライーデ - エードラーのティモ・フォン・シュラプラウと結婚